# Дипломований чарівник
«Дипломований чарівник» (англ. The Compleat Enchanter), також відомий як «Історії Гарольда Ши» (англ. The Harold Shea Stories) — цикл повістей і оповідань, написаних у співавторстві американськими письменниками Лайоном Спрег де Кемпом і Флетчером Преттом в жанрі «гумористична фентезі». Перша повість циклу, «Ревуча труба», була опублікована в травні 1940 року журналом Unknown.
На відміну від більшості сучасних творів у цьому піджанрі фентезі, які часто пародіюють твори класиків жанру (за браком таких у той час), «Дипломований чарівник» лише розглядає під гумористичним кутом легендарні епоси різних народів, а також середньовічні поеми «героїчного» змісту.
Спочатку «Дипломований чарівник» був трилогією повістей, об'єднаних спільними персонажами. Через більш ніж десять років після першої публікації, авторами були написані ще дві повісті, що є продовженням оригінальної сюжетної лінії. Ще через сорок років, Лайон Спрег де Кемп і Крістофер Сташеф спробували відродити цикл, випустивши ще дві збірки повістей про пригоди Гарольда Ши, написаних як ними самими, так і іншими письменниками-фантастами.

## Оригінальний цикл
Гарольд Ши (Harold Shea), психолог і науковий працівник Гарейденського інституту, абсолютно не задоволений своїм життям. Прагнучи якось вирватися зі світу повсякденності і нудьги, він часто змінює хобі, то катаючись на лижах, то займаючись верховою їздою і фехтуванням, у результаті заробивши славу «трішки чокнутого» серед друзів і колег. Одного разу, скориставшись відкриттям свого друга і наукового керівника, доктора Ріда Чалмерса, він вирішує відправитися в подорож у паралельний світ. По думці Чалмерса існує нескінченна множина світів з нескінченною безліччю варіантів законів фізики, у тому числі й ті, що допускають існування магії. Серед цієї нескінченної множини світів цілком можуть знайтися й ті, які, як прийнято вважати, існують лише в людській уяві — світи, де правлять безсмертні боги-олімпійці, де події Троянської війни відбувалися саме так (чи майже так) як описано в «Іліаді». А проникнути у ці світи дуже просто — достатньо лише переконати, у першу чергу самого себе, що цей світ з усіма його законами дійсно існує. Кожна з повістей та оповідань циклу «Дипломований чарівник», описує одну з подорожей Гарольда Ши у різні світи.
У повісті «Ревуча труба» Гарольд намагається відвідати легендарний ірландський епос про Кухуліна та королеву Медб. Однак, схоже, у розрахунки вкралася якась помилка і, несподівано для себе, Гарольд опиняється у світі скандинавських міфів.
У повісті «Математика чарівництва» Гарольд і Рід Чалмерс відправляються у світ «Королеви фей» — алегоричної поеми Едмунда Спенсера. У цьому світі править магія і закони лицарства, доведені до абсурду.
Третя, заключна повість циклу, «Залізний замок» заснована на світі поеми Лудовико Аріосто «Несамовитий Роланд».
Написані пізніше основного циклу повісті «Стіна змій» і «Чарівник зелених пагорбів» присвячені подорожам Гарольда, його дружини і друзів в світ карело-фінського епосу «Калевала» і туди, куди Гарольд Ши збирався спочатку — ірландський епос про Кухуліна і королеву Медб.

## Другий цикл
Після смерті Флетчера Претта в 1956 році, робота над «Дипломованим чародієм» була припинена майже на сорок років. Де Кемп відмовився самостійно продовжити цикл, вважаючи, що Претт надавав історії про Гарольда Ши якийсь невловимий аромат, який він сам, самотужки не міг відтворити. Лише в 90-х роках 20 століття, де Кемп у співпраці з Крістофером Сташефом та групою молодих письменників-фантастів зважився на продовження роботи. Втім, різниця між оригінальним і новим циклом була досить помітна. Написані де Кемпом, у цілому цікаві повісті, відображали його цинічне уявлення про світи, які відвідували персонажі, а «магічна» сторона оповідання, різноманітні казуси, в які потрапляли герої при використанні чарівництва (яскраво описані в оригінальному циклі) були відсунуті на задній план. У той же час молоді автори, що брали участь у проекті, явно орієнтувалися на ранні роботи де Кампа і Претта: у написаних ними повістях герої, як і раніше досліджують саме магічну складову відвідуваних ними світів.
Після того, як Гарольд, в «Професор Гарольд і опікуни», відвідує своїх колег для вирішення університетських питань, більшість пригод цього циклу включає подорожі Ши і Чалмерса в кількох всесвітах для порятунку Флорімель, викраденої чарівником Маламброзо. Після повернення Флорімель, відбуваються пошуки Воглінди дочки Ши та Бельфеби, яку також схопив нерозкаяний Маламброзо. Остання розповідь відправляє Ши та Белефебу у окрему пригоду, спричинену необережністю колеги Ши Полачека.
У цьому циклі Гарольд й інші персонажі продовжують подорожувати в паралельних світах, описаних у різних легендарних епосах і знаменитих літературних творах, таких як:
- «Дивовижний чарівник країни Оз» Френка Баума (в «Сер Гарольд і король гномів»);
- китайський епос «Подорож на Захід» (в «Сер Гарольд і король мавп»);
- «Дон Кіхот» Мігеля де Сервантеса (в «Лицар і його вороги»);
- греко-римський епос «Енеїда» Вергілія (в «Зброя і чарівник»);
- древньоруський епос «Слово о полку Ігоревім» (в «Чарівник Київ»);
- індійський «25 казок ветали» (чи «Вікрам і ветала») Бхавабхуті (у «Сер Гарольд і раджа»);
- «Барсум» Едгара Барроуза (в «Сер Гарольд з Зоданга»).
- «Буря» Шекспіра (в «Гарольд Шекспір»)

У 2005 році було опубліковано оповідання «Повернення в Ксанаду», в якому герої знову відвідують світ «Кубла-хана», побіжно описаний у повісті «Залізний замок».